# Stazione di Ciudadela
La stazione di Ciudadela (Estación Ciudadela in spagnolo) è una stazione ferroviaria della linea Sarmiento situata nell'omonima città della provincia di Buenos Aires.

## Storia
La stazione fu aperta al traffico il 1º dicembre 1910.